# Jeff DeWit

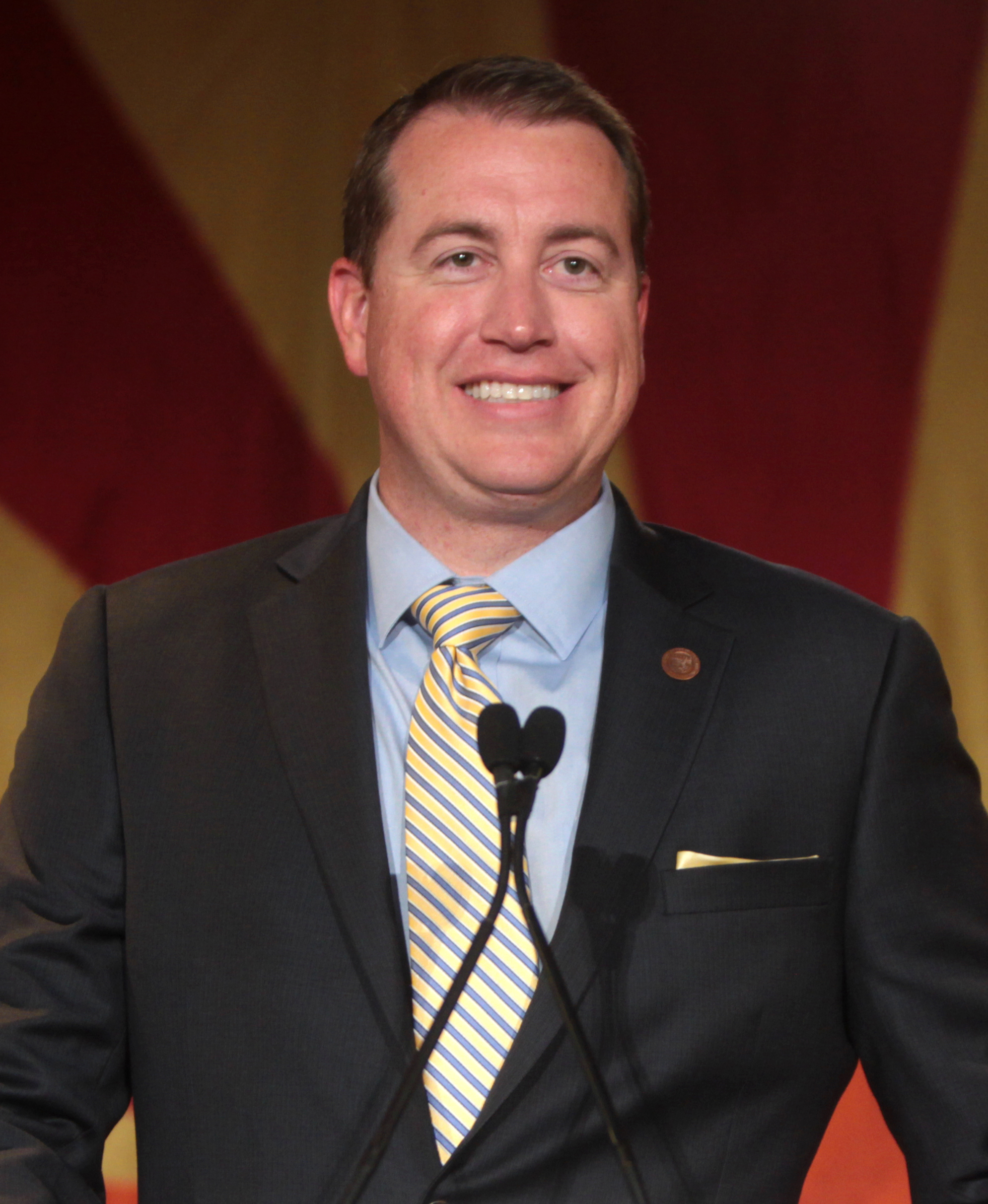
Jeff DeWit (2014)

Jeff DeWit (* 1973) ist ein US-amerikanischer Geschäftsmann und Politiker (Republikanische Partei).

## Frühe Jahre
Jeff DeWit machte einen Bachelor of Arts in Betriebswirtschaftslehre und Finanzdienstleistungen an der University of Southern California. Seine erste Anstellung fand er 1992 bei Smith Barney Shearson. DeWit begann dann 1999 als Chief Executive Officer (CEO) bei einer Aktiengesellschaft genannt ECHOtrade zu arbeiten – ein Posten, welchen er 14 Jahre lang innehatte.

## Politische Laufbahn
DeWit war Precinct Committeeman und State Committeeman. Er ging von Tür zu Tür, um Unterschriften zu sammeln und Flyer für andere republikanische Kandidaten zu verteilen. Die Arizona Republican Party berief ihn zum Vorsitzenden im AZGOP Redistricting Committee.
2014 kandidierte er für den Posten des State Treasurers von Arizona. Der Posten wurde frei, da der Parteikollege Doug Ducey für den Posten des Gouverneurs von Arizona antrat. DeWit gewann die republikanischen Vorwahlen. Dabei besiegte er den früheren Bürgermeister Hugh Hallman und den früheren republikanischen Parteivorsitzenden von Arizona Randy Pullen. Bei der folgenden Wahl im November 2014 trat er ohne einen Gegenkandidaten an. Seinen Posten trat er am 5. Januar 2015 an.
DeWit fungiert während des Präsidentschaftswahlkampfs im Jahr 2016 als Wahlkampfleiter in Arizona für den republikanischen Spitzenkandidat Donald Trump.